# Station Kusatsu
Station Kusatsu  (草津駅,  Kusatsu-eki) is een spoorwegstation in de Japanse stad Kusatsu. Het wordt aangedaan door de Biwako-lijn en de Kusatsu-lijn: van de laatstgenoemde is het station het beginpunt. Het station heeft zes sporen, gelegen aan drie eilandperrons.

## Lijnen

### JR West
| 1,2 | ■ Kusatsu-lijn | richting Kibukawa en Tsuge   |
| 3,4 | ■ Biwako-lijn  | richting Kioto en Ōsaka      |
| 5,6 | ■ Biwako-lijn  | richting Maibara en Nagahama |

## Geschiedenis
Het station werd in 1889 geopend. Tussen 1967 en 1970 werd het station vernieuwd. 

## Overig openbaar vervoer
Bussen van de Ōmi Spoorwegmaatschappij, Shiga Kōtsū, Kuri-chan en Mame-Bus. Daarnaast stopt er een langeafstandsbus van en naar Tokio (Biwako Dream).